# 452 до н. е.

## Події
- 452 — консули Тит Мененій Ланат і Публій Сестій Капітолін Ватикан.[1]
- 452/1 — афінський архонт-епонім Херефан.
- 452 (460? або 456?) — Піндар. Ол.4 (Эргин) — Псавмію Камаринському.
- 452 — Вакхілід 6-7 (олімпійська) — Лахону Кеосському — остання датована ода Вакхіліда.
- Сиракузи захопили острів Ельбу.